# Puparium
Puparium – stadium spoczynkowe występujące w rozwoju pozazarodkowym z przeobrażeniem niezupełnym typu hipermorfozy. Występuje ono u piersiodziobych z podrzędu czerwców i mączlików. Stanowi nimfę (larwę) ostatniego stadium i okryte jest tarczką.
Inni autorzy określają stadia spoczynkowe czerwców jako przedpoczwarkę i poczwarkę, a mączlików jako poczwarkę. Nazwę puparium rezerwują natomiast dla kokonu rzekomego, który otacza poczwarkę. Kokon rzekomy występuje tylko u muchówek lub także u mączlików.